# Paralimnophila skusei
Paralimnophila skusei là một loài ruồi trong họ Limoniidae. Chúng phân bố ở miền Australasia.